# Epeolus novomexicanus
Epeolus novomexicanus (лат.) — вид земляных пчёл-кукушек рода Epeolus из подсемейства Nomadinae (Apidae).

## Распространение
Северная Америка: США.

## Описание
Мелкие слабоопушённые пчёлы, буровато-чёрные, с беловато-жёлтыми отметинами на теле как у ос и рыжевато-красными ногами. Длина менее 1 см (тело 6,1 мм; длина головы 1,7 мм; ширина головы 2,3 мм; длина переднего крыла 4,4 мм). Следующие морфологические признаки в сочетании могут быть использованы для отличия E. novomexicanus от всех других североамериканских Epeolus, кроме сходных Epeolus basili, Epeolus nebulosus и Epeolus pusillus: аксилла большая, её вершина простирается намного дальше середины длины мезоскутеллума, но не более чем до полосы бледного томентума вдоль заднего края, расширена латерально и в некоторой степени ржаво-бурая, тогда как мезоскутеллум обычно полностью чёрный; свободная часть аксиллы явно менее 2/5 длины всей её медиальной длины; мезоплеврон плоотно и равномерно пунктирован, у самки затемнён белым томентумом только в верхней половине (с большим редковолосистым кругом, занимающим большую часть вентролатеральной половины), тогда как у самца (за исключением гипоэпимеральной области) полностью затемнено белым томентумом; фасция T2 имеет лопастевидные переднелатеральные расширения томентума; псевдопигидиальная область самки лунообразная и шире, чем длинная (вершина ≤2 × медиальная длина). Epeolus novomexicanus наиболее похож на E. nebulosus, но у E. nebulosus мезоскутум полностью скрыт бледным томентумом, а метасомальные тергиты (за исключением коричневых просвечивающих апикальных краев) полностью чёрные, тогда как у E. novomexicanus мезоскутум обычно имеет отчётливые парамедианные полосы и, по крайней мере, интегумент под апикальной фасцией T1 охристый, как иногда и остальная часть тергита и другие тергиты. Клептопаразиты пчёл рода Colletes , в гнёзда которых откладывают свои яйца.  Максиллярные щупики 1-члениковые. 2-й стернит брюшка матовый. У самок на 6-м стерните брюшка расположены ланцетовидные, мелко зазубренные отростки. В переднем крыле три радиомедиальных ячейки, 1-я из них много крупнее 3-й. Вершина радиальной ячейки (по форме она эллиптическая) удалена от переднего края крыла. Задние голени со шпорами.